# Sam Neill
Sir Nigel John Dermot Neill, meglio noto come Sam Neill (Omagh, 14 settembre 1947), è un attore neozelandese con cittadinanza irlandese.
Attore noto per la sua versatilità, è attivo dagli anni settanta. Ha conosciuto il successo internazionale nei decenni successivi grazie alle partecipazioni in pellicole di rilievo quali Possession (1981), Un grido nella notte (1988), Ore 10: calma piatta (1989), Caccia a Ottobre Rosso (1990), Lezioni di piano (1993) e Il seme della follia (1994). Ha conquistato particolare notorietà, inoltre, per aver interpretato Alan Grant nel franchise di Jurassic Park: appare nei film Jurassic Park (1993), Jurassic Park III (2001) e Jurassic World - Il dominio (2022).
In carriera conta, tra i numerosi riconoscimenti, anche tre candidature al Golden Globe.

## Biografia

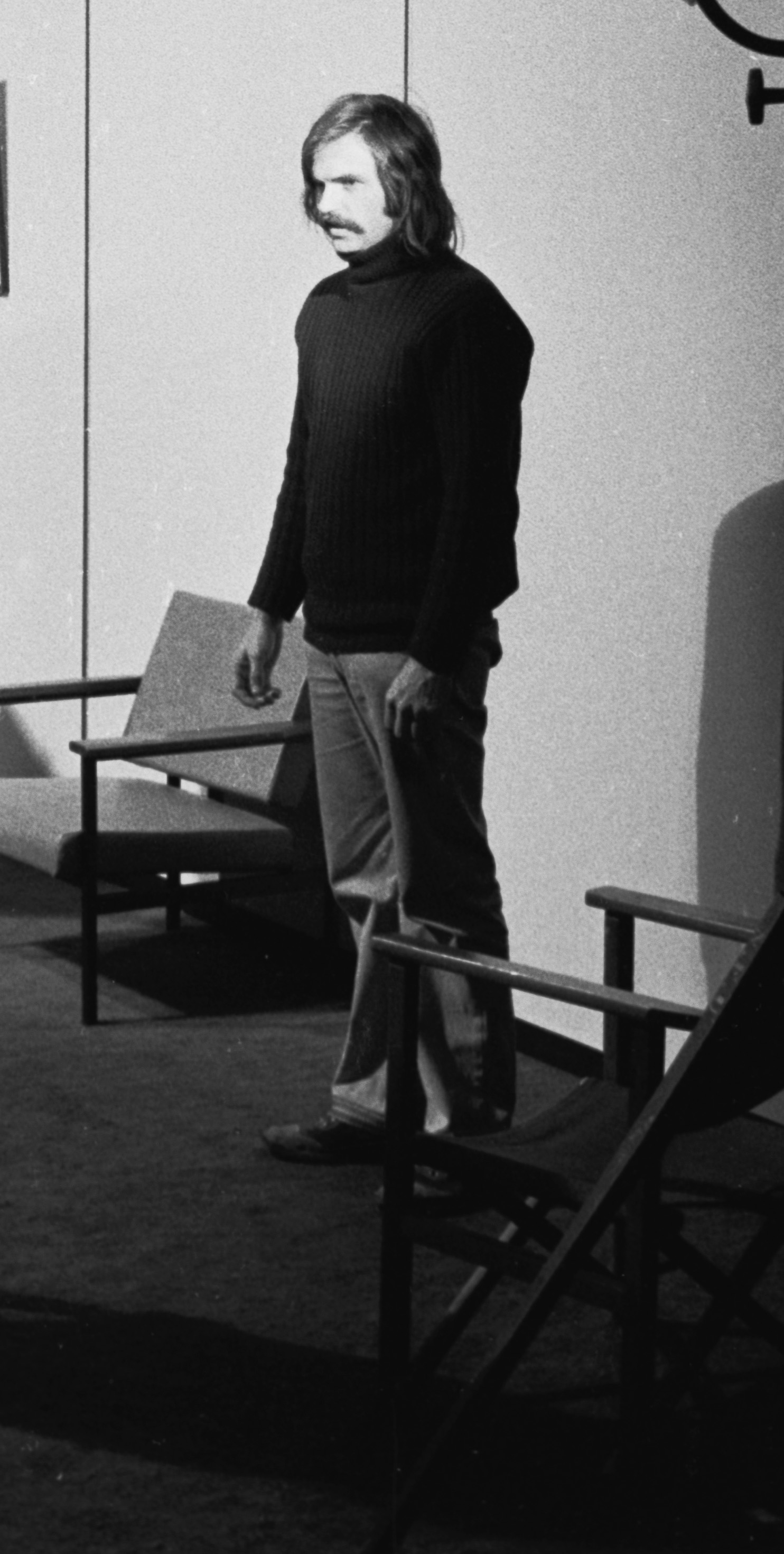
Sam Neill

Sam Neill nasce a Omagh, in Irlanda del Nord, da padre militare neozelandese e da madre inglese, all'età di sei anni si trasferisce nel paese di origine del padre. Dopo studi classici, incomincia a recitare in teatro, cimentandosi anche nella regia, nella sceneggiatura e nel montaggio. Si laurea in Letteratura Inglese studiando alla University of Canterbury e alla Victoria University di Wellington. Incomincia la sua carriera come regista e montatore di documentari per la National Film Unit della Nuova Zelanda.
Dopo aver lavorato come attore in cortometraggi e film indipendenti, gli viene offerto il ruolo da protagonista nel film Unica regola vincere (1977) di Roger Donaldson. Il successo di questo film lo porta in Australia dove diviene protagonista di La mia brillante carriera (1979), accanto alla giovane Judy Davis. Nel 1981 è il protagonista maschile di Possession, diretto da Andrzej Żuławski, con Isabelle Adjani come protagonista femminile: film divenuto un cult anni dopo la sua uscita nelle sale. Negli anni ottanta ottiene vari riconoscimenti, fra cui nel 1988 l'Australian Film Institute Award come miglior attore protagonista per Un grido nella notte di Fred Schepisi e nel 1989 per la sua partecipazione alla miniserie colossal La rivoluzione francese. Nel 1986, assieme a Pierce Brosnan e Timothy Dalton, è preso in considerazione quale possibile nuovo interprete di James Bond, dopo la decisione di Roger Moore di abbandonare i panni della spia inglese dopo 12 anni. Tuttavia, in un'intervista del 2022, al programma mattutino Today su Nine Network, diceva che non voleva tanto il ruolo di Bond, perche fu imbarazzato dai provini e lodava i due attori promossi perché erano più bravi di lui.

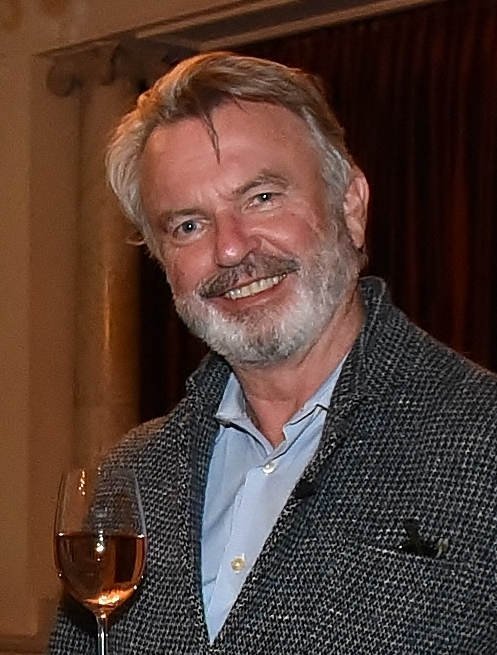
Sam Neill nel 2017

Deve la sua fama internazionale soprattutto ad alcuni film interpretati negli anni novanta, come Caccia a Ottobre Rosso (1990) di John McTiernan, Lezioni di piano (1993) di Jane Campion, Jurassic Park (1993) di Steven Spielberg, Il seme della follia (1994) di John Carpenter e L'uomo bicentenario (1999) di Chris Columbus. Nel 1998 interpreta il personaggio eponimo della miniserie televisiva Merlino. Altri suoi film di spicco sono Ore 10: calma piatta di Phillip Noyce, Sirens di John Duigan, Conflitto finale di Graham Baker, L'uomo che sussurrava ai cavalli di Robert Redford, Avventure di un uomo invisibile di John Carpenter, Punto di non ritorno di Paul W. S. Anderson e Jurassic Park III di Joe Johnston, dove riprende il suo ruolo più famoso, quello del dottor Alan Grant.
In seguito ha preso parte alla prima stagione della serie televisiva I Tudors interpretando il ruolo del cardinale Thomas Wolsey.
Nel 2010 entra a far parte del cast principale della serie televisiva Alcatraz nel ruolo di Emerson Hauser. Nel 2013 prende parte alla miniserie neozelandese Harry, alla miniserie della BBC Two Peaky Blinders, alla serie TV statunitense The Ordained, e al film Mariah Mundi and the Midas Box, tratto dai libri di G. P. Taylor. Nel 2015 interpreta John McArthur nella miniserie televisiva Dieci piccoli indiani, basata sull'omonimo romanzo di Agatha Christie, e Flavio Giuseppe nella miniserie The Dovekeepers - Il volo della colomba, tratto dall'omonimo romanzo di Alice Hoffman. Nel 2016 recita nel film neozelandese Selvaggi in fuga, diretto da Taika Waititi.
Nel 2022 riprende dopo diciannove anni il ruolo del dottor Alan Grant, recitando a fianco di Chris Pratt, Bryce Dallas Howard, Isabella Sermon, Omar Sy, Jeff Goldblum, Laura Dern e BD Wong nel film Jurassic World - Il dominio di Colin Trevorrow.

## Vita privata
Sam Neill vive a Queenstown, nel sud della Nuova Zelanda. Inoltre, possiede residenze nella capitale dello Stato di Wellington e a Sydney e un bar a Sydney nella zona di Neutral Bay in comproprietà con altri attori chiamato The Local Bar. È stato sposato dal 1978 al 1989 con l'attrice Lisa Harrow da cui è nato nel 1983 un figlio di nome Tim (cameraman), mentre dal matrimonio contratto nel 1989 con la truccatrice giapponese Noriko Watanabe (conosciuta sul set di Ore 10: calma piatta), è nata nel 1991 la figlia Elena. Neill ha anche una figliastra, Maiko Spencer, nata dal primo matrimonio di Noriko.
Neill ha fondato nel 1993 un'azienda vinicola chiamata Two Paddocks. In un'intervista ha dichiarato che l'azienda non è nata a scopo economico, ma perché ritiene la viticoltura un'attività divertente e soddisfacente. È sostenitore di molte associazioni e campagne umanitarie no-profit. È sostenitore del Partito Laburista Australiano. Nel 1991 è stato nominato Ufficiale dell'Ordine dell'Impero Britannico (OBE) per la sua carriera nel mondo dello spettacolo. È stato anche decorato dell'Ordine al merito della Nuova Zelanda (DCNZM). Nel 2002 gli è stato riconosciuto un dottorato in lettere dall'Università di Canterbury.
In un'intervista con la ABC, Neill ha rivelato che il suo nome di battesimo è Nigel e che il nome Sam gli è stato dato da un amico di scuola, in quanto il nome Nigel, dal suono troppo sdolcinato, era oggetto di derisione da parte dei bulli.

## Filmografia

### Attore

#### Cinema

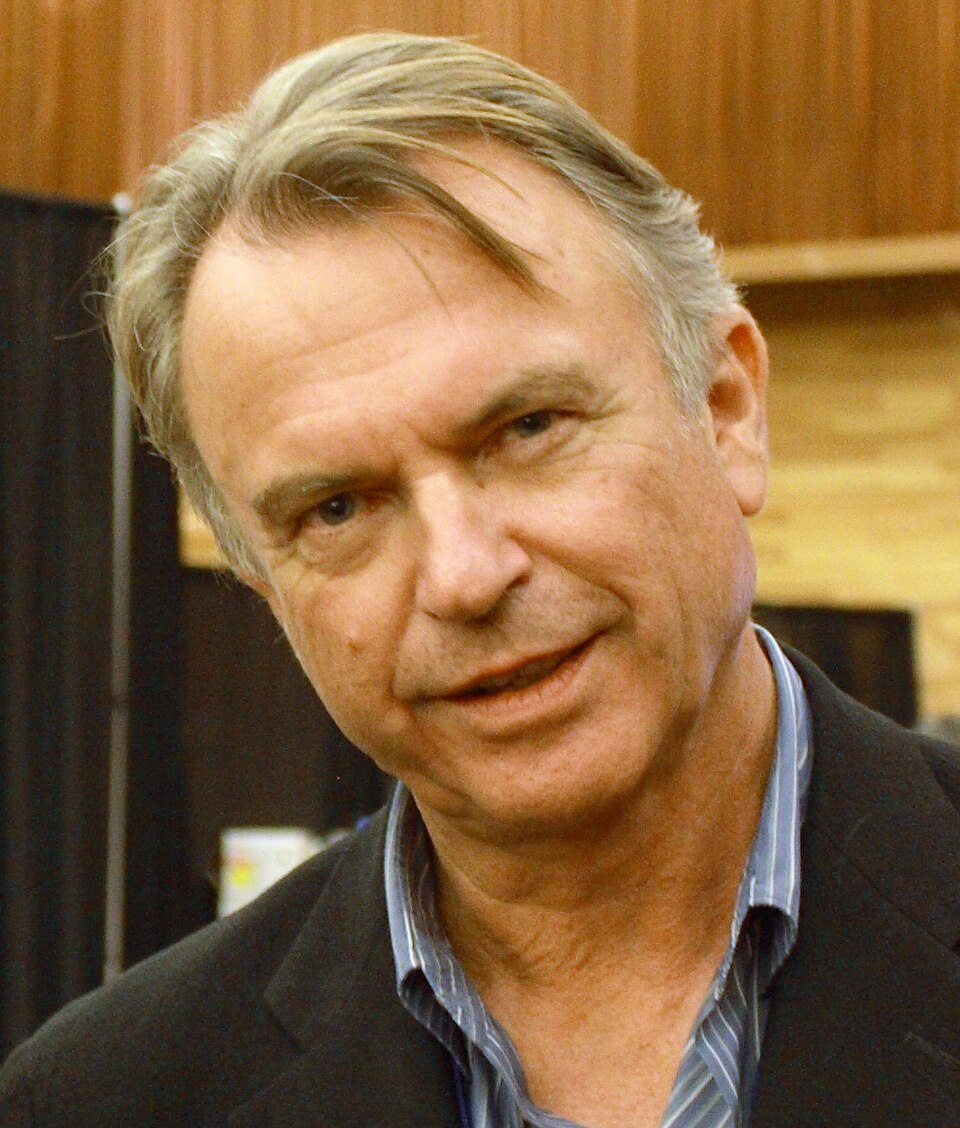
Sam Neill al Vancouver International Wine Festival 2010

- The Water Cycle, regia di Philip McDonald – cortometraggio (1972)
- Telephone Etiquette, regia di Sam Neill – cortometraggio (1974)
- Landfall, regia di Paul Maunder (1975)
- Ashes, regia di Barry Barclay – cortometraggio (1975)
- Unica regola vincere (Sleeping Dogs), regia di Roger Donaldson (1977)
- La mia brillante carriera (My Brilliant Career), regia di Gillian Armstrong (1979)
- The Journalist, regia di Michael Thornhill (1979)
- Just Out of Reach, regia di Linda Blagg (1979)
- Conflitto finale (The Final Conflict), regia di Graham Baker (1981)
- Z-Men (Attack Force Z), regia di Tim Burstall (1981)
- Possession, regia di Andrzej Żuławski (1981)
- Da un paese lontano (From a Far Country), regia di Krzysztof Zanussi (1981)
- Enigma - Il codice dell'assassino (Enigma), regia di Jeannot Szwarc (1982)
- Plenty, regia di Fred Schepisi (1985)
- For Love Alone, regia di Stephen Wallace (1986)
- Una moglie per bene (The Umbrella Woman), regia di Ken Cameron (1987)
- Un grido nella notte (Evil Angels), regia di Fred Schepisi (1988)
- Ore 10: calma piatta (Dead Calm), regia di Phillip Noyce (1989)
- Shadow of China, regia di Mitsuo Yanagimachi (1989)
- Caccia a Ottobre Rosso (The Hunt for Red October), regia di John McTiernan (1990)
- Death in Brunswick, regia di John Ruane (1990)
- Fino alla fine del mondo (Bis ans Ende der Welt), regia di Wim Wenders (1991)
- Avventure di un uomo invisibile (Memoirs of an Invisible Man), regia di John Carpenter (1992)
- L'ostaggio (Hostage), regia di Robert Young (1992)
- Lezioni di piano (The Piano), regia di Jane Campion (1993)
- Jurassic Park, regia di Steven Spielberg (1993) – Alan Grant
- Sirene (Sirens), regia di John Duigan (1994)
- Vita di campagna (Country Life), regia di Michael Blakemore (1994)
- Il seme della follia (In the Mouth of Madness), regia di John Carpenter (1994)
- Mowgli - Il libro della giungla (The Jungle Book), regia di Stephen Sommers (1994)
- Restoration - Il peccato e il castigo (Restoration), regia di Michael Hoffman (1995)
- Forgotten Silver, regia di Peter Jackson (1995)
- Figli della rivoluzione (Children of the Revolution), regia di Peter Duncan (1996)
- La bella straniera (Victory), regia di Mark Peploe (1996)
- Biancaneve nella foresta nera (Snow White: A Tale of Terror), regia di Michael Cohn (1997)
- Punto di non ritorno (Event Horizon), regia di Paul W. S. Anderson (1997)
- L'uomo che sussurrava ai cavalli (The Horse Whisperer), regia di Robert Redford (1998)
- Amori e vendette (The Revengers' Comedies), regia di Malcolm Mowbray (1998)
- Molokai: The Story of Father Damien, regia di Paul Cox (1999)
- L'uomo bicentenario (Bicentennial Man), regia di Chris Columbus (1999)
- My Mother Frank, regia di Mark Lamprell (2000)
- The Dish, regia di Rob Sitch (2000)
- Jurassic Park III, regia di Joe Johnston (2001) – Alan Grant
- The Zookeeper, regia di Ralph Ziman (2001)
- Dirt Deeds - Le regole del gioco (Dirty Deeds), regia di David Caesar (2002)
- Perfect Strangers, regia di Gaylene Preston (2003)
- Yes, regia di Sally Potter (2004)
- Wimbledon, regia di Richard Loncraine (2004)
- Little Fish, regia di Rowan Woods (2005)
- Le verità negate (Irresistible), regia di Ann Turner (2006)
- Angel - La vita, il romanzo (Angel), regia di François Ozon (2007)
- Dean Spanley, regia di Toa Fraser (2008)
- Skin, regia di Anthony Fabian (2008)
- In Her Skin, regia di Simone North (2009)
- Under the Mountain, regia di Jonathan King (2009)
- Daybreakers - L'ultimo vampiro (Daybreakers), regia di Michael Spierig (2009)
- The Dragon Pearl, regia di Mario Andreacchio (2011)
- The Hunter, regia di Daniel Nettheim (2011)
- La memoria del cuore (The Vow), regia di Michael Sucsy (2012)
- Escape Plan - Fuga dall'inferno (Escape Plan), regia di Mikael Håfström (2013)
- The Adventurer - Il mistero dello scrigno di Mida (The Adventurer: The Curse of the Midas Box), regia di Jonathan Newman (2013)
- Non buttiamoci giù (A Long Way Down), regia di Pascal Chaumeil (2014)
- La grande passione (United Passions), regia di Frédéric Auburtin (2014)
- Backtrack, regia di Michael Petroni (2015)
- The Daughter, regia di Simon Stone (2015)
- MindGamers, regia di Andrew Goth (2015)
- Selvaggi in fuga (Hunt for the Wilderpeople), regia di Taika Waititi (2016)
- Tommy's Honour, regia di Jason Connery (2016)
- Sweet Country, regia di Warwick Thornton (2017)
- Thor: Ragnarok, regia di Taika Waititi (2017) - cameo non accreditato
- L'uomo sul treno - The Commuter (The Commuter), regia di Jaume Collet-Serra (2018)
- Peter Rabbit, regia di Will Gluck (2018)
- Palm Beach, regia di Rachel Ward (2019)
- Blackbird - L'ultimo abbraccio (Blackbird), regia di Roger Michell (2019)
- La campionessa (Ride Like a Girl), regia di Rachel Griffiths (2019)
- Rams, regia di Jeremy Sims (2020)
- Jurassic World - Il dominio (Jurassic World: Dominion), regia di Colin Trevorrow (2022) – Alan Grant
- Thor: Love and Thunder, regia di Taika Waititi (2022) - cameo
- The Portable Door, regia di Jeffrey Walker (2023)
- Assassin Club, regia di Camille Delamarre (2023)

#### Televisione
- The City of No - film TV (1971)
- Hunt's Duffer, regia di Rob Cameron e Peter Coates - film TV (1973)
- I Sullivans (The Sullivans) – serial TV, 40 episodi (1979-1980)
- Young Ramsay – serie TV, episodio 2x06 (1980)
- Lucinda Brayford, regia di John Gauci – miniserie TV (1980)
- Ivanhoe, regia di Douglas Camfield – film TV (1982)
- The Country Girls, regia di Desmond Davis – film TV (1983)
- Reilly, l'asso delle spie (Reilly: Ace of Spies), regia di Martin Campbell e Jim Goddard – miniserie TV, 12 puntate (1983)
- Il sangue degli altri (The Blood of Others), regia di Claude Chabrol - film TV (1984)
- Robbery Under Arms, regia di Donald Crombie e Ken Hannam - film TV (1985)
- Caino e Abele (Kane & Abel), regia di Buzz Kulik – miniserie TV, 2 puntate (1985)
- Medicina amara (Strong Medicine), regia di Guy Green - film TV (1986)
- Amerika, regia di Donald Wrye – miniserie TV, 6 puntate (1987)
- Delitto di fede (Leap of Faith), regia di Stephen Gyllenhaal – film TV (1988)
- La rivoluzione francese (La révolution française), regia di Richard T. Heffron e Robert Enrico – miniserie TV (1989)
- Fever - Ultimo desiderio: uccidi! (Fever), regia di Larry Elikann – film TV (1991)
- One Against the Wind, regia di Larry Elikann – film TV (1991)
- Foto di famiglia (Family Pictures), regia di Philip Saville – miniserie TV, 2 puntate (1993)
- Affondate Greenpeace (The Rainbow Warrior), regia di Michael Tuchner – film TV (1993)
- A sangue freddo (In Cold Blood), regia di Jonathan Kaplan – miniserie TV, 2 episodi (1996)
- Merlino (Merlin), regia di Steve Barron – miniserie TV, 2 puntate (1998)
- The Games – serie TV, episodio 1x13 (1998)
- Sally Hemings - Uno scandalo americano (Sally Hemings: An American Scandal), regia di Charles Haid – miniserie TV (2000)
- Submerged - Inabissati (Submerged), regia di James Keach – film TV (2001)
- Framed - La trappola (Framed), regia di Daniel Petrie Jr. – film TV (2002)
- Zivago (Doctor Zhivago), regia di Giacomo Campiotti – miniserie TV, 2 puntate (2002)
- Stiff, regia di John Clarke – film TV (2004)
- Jessica, regia di Peter Andrikidis – film TV (2004)
- To the Ends of the Earth – miniserie TV, 3 episodi (2005)
- Sci Fi Inside: 'The Triangle' - film TV (2005)
- Il triangolo delle Bermude (The Triangle), regia di Craig R. Baxley – miniserie TV (2005)
- Mary Bryant, regia di Peter Andrikidis – miniserie TV, 3 puntate (2005-2007)
- Two Twisted - Svolte improvvise (Two Twisted) – serie TV, episodio 1x05 (2006)
- Merlino e l'apprendista stregone (Merlin's Apprentice), regia di David Wu – miniserie TV, 2 puntate (2006)
- I Tudors (The Tudors) – serie TV, 10 episodi (2007)
- Crusoe – serie TV, 14 episodi (2008-2010)
- Iron Road, regia di David Wu – miniserie TV, 2 puntate (2009)
- Happy Town – serie TV, 8 episodi (2010)
- Rake – serie TV, episodio 1x05 (2010)
- Ice, regia di Nick Copus – miniserie TV, 2 puntate (2011)
- Alcatraz – serie TV, 13 episodi (2012)
- Harry - serie TV, 6 episodi (2013)
- Peaky Blinders – serie TV, 12 episodi (2013-2014)
- The Ordained, regia di R.J. Cutler - film TV (2013)
- Short Poppies - serie TV, episodio 1x06 (2014)
- Old School - serie TV, 8 episodi (2014)
- House of Hancock, regia di Mark Joffe - miniserie TV, 2 puntate (2015)
- The Dovekeepers - Il volo della colomba (The Dovekeepers), regia di Yves Simoneau - miniserie TV, 2 puntate (2015)
- Dieci piccoli indiani (And Then There Were None), regia di Craig Viveiros – miniserie TV, 2 puntate (2015)
- Tutankhamon (Tutankhamun), regia di Peter Webber - miniserie TV, 4 puntate (2016)
- House of Bond, regia di Mark Joffe - miniserie TV, 2 puntate (2017)
- Flack - serie TV, episodi 2x01-2x04 (2020)
- I film della nostra infanzia (The Movies That Made Us) - serie TV, 1 episodio (2021)
- Invasion - serie TV, episodio 1x01 (2021)
- The Twelve – serie TV, 18 episodi (2022-2024)
- Apples Never Fall, regia di Chris Sweeney e Dawn Shadforth – miniserie TV (2024)
- Untamed – serie TV, 6 episodi (2025)

### Doppiatore
- Split Enz - Spellbound, regia di Bruce Sheridan – documentario (1993)
- I Simpson – serie animata, episodio 5x11 (1994)
- Il budino magico (The Magic Pudding), regia di Karl Zwicky (2000)
- Leunig: How Democracy Actually Works, regia di Andrew Horne - cortometraggio (2002)
- Leuning Animated, regia di Andrew Horne (2002)
- Gallipoli: The Frontline Experience, regia di Tolga Örnek – documentario (2005)
- Il regno di Ga'Hoole - La leggenda dei guardiani (Legend of the Guardians: The Owls of Ga'Hoole), regia di Zack Snyder (2010)
- Jurassic World Evolution - videogioco (2018) – Alan Grant
- Peter Rabbit, regia di Will Gluck (2018)
- Rick and Morty - serie animata, episodio 4x02 (2019)
- Daisy Quokka: World's Scariest Animal, regia di Ricard Cussó (2020)
- Peter Rabbit 2 - Un birbante in fuga (Peter Rabbit 2: The Runaway), regia di Will Gluck (2021)
- Dark Air with Terry Carnation - serie animata, episodio 1x01 (2021)
- Jurassic World Evolution 2 - videogioco (2021) – Alan Grant
- Arkie e la magia delle luci (Scarygirl), regia di Ricard Cussó e Tania Vincent (2023)

### Regista
- Telephone Etiquette (1974)
- Four Shorts on Architecture – documentario (1975)
- Flare: A Ski Trip – documentario (1977)
- Architect Athfield – documentario (1977)
- New Country: New People - documentario (1978)
- Surf Sail – documentario (1978)
- On the Road with Red Mole – documentario (1979)
- Cinema of Unease – documentario (1995)
- The Brush-Off – film TV (2004)

## Riconoscimenti
- Golden Globe
  - 1985 – Candidatura al miglior attore in una mini-serie o film per la televisione per Reilly, l'asso delle spie
  - 1992 – Candidatura al miglior attore in una mini-serie o film per la televisione per One Against the Wind
  - 1999 – Candidatura al miglior attore in una mini-serie o film per la televisione per Merlino
- Emmy Award
  - 1998 – Candidatura al migliore attore in una miniserie o film per la televisione per Merlino
  - 2017 – Candidatura al miglior narratore per New Zealand: Earth's Mythical Islands
- Saturn Award
  - 1993 – Candidatura al miglior attore non protagonista per Avventure di un uomo invisibile
  - 2006 – Candidatura al miglior attore non protagonista televisivo per Il triangolo delle Bermude
- AACTA Award
  - 1989 – Miglior attore protagonista per Un grido nella notte
  - 1992 – Candidatura al miglior attore protagonista per Death in Brunswick
  - 1994 – Candidatura al miglior attore non protagonista per Lezioni di piano
  - 2001 – Candidatura al miglior attore non protagonista per My Mother Frank
  - 2005 – Candidatura al miglior attore in una serie drammatica per Jessica
  - 2012 – Candidatura al miglior attore non protagonista per The Hunter
  - 2016 – Candidatura al miglior attore non protagonista per The Daughter
  - 2019 – Longford Lyell Award
  - 2022 – Candidatura al miglior attore in una miniserie drammatica per The twelve

## Doppiatori italiani
Nelle versioni in italiano delle opere in cui ha recitato, Sam Neill è stato doppiato da:
- Gino La Monica in Possession (entrambi i doppiaggi), Il sangue degli altri, Affondate Greenpeace, Fino alla fine del mondo, Il seme della follia, The Dish, Wimbledon, Le verità negate, Angel - La vita, il romanzo, Daybreakers - L'ultimo vampiro, Crusoe, Fever - Ultimo desiderio: uccidi!, Framed - La trappola, Ice, Happy Town, Alcatraz, La memoria del cuore, Non buttiamoci giù, Peaky Blinders, Dieci piccoli indiani, Tutankhamon, Thor: Ragnarok, L'uomo sul treno - The Commuter, Blackbird - L'ultimo abbraccio, Thor: Love and Thunder, Assassin Club
- Stefano De Sando in Jurassic Park, Mowgli - Il libro della giungla, Jurassic Park III, Zivago, Merlino e l'apprendista stregone, Iron Road, The Adventurer - Il mistero dello scrigno di Mida, I film della nostra infanzia, Invasion, Jurassic World - Il dominio, The Portable Door, Apples Never Fall
- Sergio Di Stefano in Caccia a Ottobre Rosso, L'uomo che sussurrava ai cavalli, Avventure di un uomo invisibile, L'uomo bicentenario
- Fabrizio Pucci in Restoration - Il peccato e il castigo, Figli della rivoluzione, Amori e vendette, Dean Spanley, Under the Mountain, La campionessa
- Michele Gammino in Plenty, Little Fish, La grande passione, Selvaggi in fuga
- Dario Penne in L'ostaggio, Biancaneve nella foresta nera, Punto di non ritorno, Backtrack
- Luca Ward in Lezioni di piano, Merlino[2], Perfect Strangers
- Michele Kalamera in Ore 10: calma piatta, Vita di campagna, Il triangolo delle Bermude
- Mario Cordova in Un grido nella notte, Sirene
- Sandro Iovino in Da un paese lontano
- Claudio Capone in Reilly, l'asso delle spie
- Massimiliano Lotti in Dirty Deeds
- Oliviero Dinelli in Caino e Abele
- Diego Reggente in A sangue freddo
- Fabrizio Temperini in Sally Hemings - Uno scandalo americano
- Guido Sagliocca in Conflitto finale
- Massimo Rinaldi ne La rivoluzione francese
- Oreste Rizzini ne La bella straniera
- Giorgio Lopez ne I Tudors
- Luca Semeraro in Escape Plan - Fuga dall'inferno
- Ennio Coltorti in The Hunter
- Raffaele Buranelli in Sweet Country
- Gianni Giuliano in The Dovekeepers - Il volo della colomba
- Bruno Alessandro in Peter Rabbit (sig. McGregor)
- Luca Biagini in Untamed

Da doppiatore è sostituito da:
- Marco Fumarola in Peter Rabbit (Tommy Brock), Peter Rabbit 2 - Un birbante in fuga
- Franco Zucca ne I Simpson
- Teo Bellia ne Il budino magico
- Gianni Giuliano ne Il Regno di Ga'Hoole - La leggenda dei Guardiani
- Luca Biagini in Arkie e la magia delle luci